# Philippe Perrenoud
Philippe Perrenoud (* 9. März 1955 in Biel) ist ein Schweizer Politiker (SP). Er war vom 1. Juni 2006 bis 30. Juni 2016 Regierungsrat des Kantons Bern. Er hatte den von der Kantonsverfassung zugesicherten Sitz des Berner Juras inne und vertrat somit die französischsprachige Minderheit des Kantons Bern.

## Leben
Perrenoud besuchte die Schulen in Biel, studierte Medizin an der Universität Bern und promovierte an der Universität Basel. Er hat zudem das Diplom als Spezialarzt FMH in Psychiatrie und Psychotherapie. Perrenoud arbeitete in verschiedenen Kliniken, zuletzt zudem als Direktor der psychiatrischen Dienste Berner Jura und Biel-Seeland.
Seit 1997 ist er Mitglied der Sozialdemokratischen Partei. Von 1999 bis 2006 gehörte er dem Grossen Rat des Kantons Bern an. Von 2001 bis 2006 war er zudem Mitglied der Interjurassischen Versammlung. Am 9. April 2006 ist Philippe Perrenoud in den Regierungsrat gewählt worden, vom 1. Juni 2006 bis 30. Juni 2016 amtete er als  Gesundheits- und Fürsorgedirektor. Er war Vertreter des Berner Jura, dem nach Artikel 84 in der kantonalen Verfassung mindestens ein Sitz zugesichert ist.
Philippe Perrenoud ist Vater zweier Kinder und wohnt in Tramelan.